# Phunco Czogron
Aszi Phunco Czogron (ur. 1911, zm. 24 sierpnia 2003)  – królowa Bhutanu, żona Jigme Wangchucka (od 1923).
Była najstarszą córką seniora z Czume, pochodziła z rodu wywodzącego się od Pemy Lingpy. Doprowadziła do wybudowania Memorial Czorten w Thimphu (upamiętnia on jej syna, króla Jigme Dorji Wangchucka). Zainicjowała również powstanie klasztoru Kharbandi (1967). Zlecała też wykonywanie bądź renowację malowideł i płaskorzeźb o tematyce religijnej.